# Doa dora
Doa dora là một loài bướm đêm thuộc họ Doidae. Nó được tìm thấy ở México, bao gồm Baja California và Guadalajara.